# Меншань (селище)
Меншань (кит. 蒙山镇, пін. Mĕngshān Zhèn) — містечко у КНР, адміністративний центр однойменного повіту на північному заході префектури Учжоу.

## Географія
Меншань лежить на річці Менцзян (басейн Сіцзян).

### Клімат
Містечко знаходиться у зоні, котра характеризується вологим субтропічним кліматом. Найтепліший місяць — липень із середньою температурою 27.8 °C (82 °F). Найхолодніший місяць — січень, із середньою температурою 10 °С (50 °F).
| Клімат Меншаня          | Клімат Меншаня | Клімат Меншаня | Клімат Меншаня | Клімат Меншаня | Клімат Меншаня | Клімат Меншаня | Клімат Меншаня | Клімат Меншаня | Клімат Меншаня | Клімат Меншаня | Клімат Меншаня | Клімат Меншаня | Клімат Меншаня |
| Показник                | Січ.           | Лют.           | Бер.           | Квіт.          | Трав.          | Черв.          | Лип.           | Серп.          | Вер.           | Жовт.          | Лист.          | Груд.          | Рік            |
| Середній максимум, °C   | 14             | 14             | 18             | 23             | 28             | 30             | 32             | 32             | 31             | 27             | 22             | 17             | 24             |
| Середня температура, °C | 10             | 11             | 15             | 20             | 24             | 27             | 28             | 28             | 26             | 22             | 17             | 12             | 20             |
| Середній мінімум, °C    | 6              | 8              | 12             | 17             | 21             | 23             | 24             | 24             | 22             | 17             | 12             | 8              | 16             |
| Норма опадів, мм        | 50             | 78             | 98             | 202            | 302            | 292            | 198            | 208            | 100            | 76             | 56             | 39             | 1699           |
| ----------------------- | -------------- | -------------- | -------------- | -------------- | -------------- | -------------- | -------------- | -------------- | -------------- | -------------- | -------------- | -------------- | -------------- |
| Джерело: Weatherbase    |                |                |                |                |                |                |                |                |                |                |                |                |                |